# Allan Peter Young
Allan Peter Young (* 18. Juni 1948) ist ein britischer theoretischer Festkörperphysiker.
Er wird auch A. Peter Young oder A. P. Young zitiert.
Young studierte ab 1967 Physik an der Universität Oxford mit dem Bachelor-Abschluss 1970 und der Promotion bei Roger Elliott 1973 (Phase transitions in Spin-Phonon Systems). 1975 bis 1977 war er am Institut Laue-Langevin in Grenoble und 1977/78 als Post-Doktorand an der Cornell University. Er wurde 1978 Lecturer und später Reader in Mathematik am Imperial College London und 1985 Professor an der University of California, Santa Cruz.
2001/02 war er Visiting Research Fellow an der Universität Oxford.
Er befasst sich mit Phasenübergängen in ungeordneten Systemen wie Spingläsern und Quantenphasenübergängen. Außerdem befasst er sich mit Algorithmen für Quantencomputer.
1985 erhielt er mit Alan Bray die Maxwell-Medaille. 2009 erhielt er den Aneesur-Rahman-Preis für seine innovativen und definitiven numerischen Studien zu Spin-Gläsern und dem  Vortex-Glas-Zustand von Hochtemperatursupraleitern (Laudatio). Er ist Fellow der American Physical Society (1989) und wurde 2012 Fellow der American Academy of Arts and Sciences. 2012 erhielt er einen Humboldt-Forschungspreis und 2014 war er Martin Gutzwiller Fellow am Max-Planck-Institut für die Physik Komplexer Systeme in Dresden.

## Schriften (Auswahl)
- mit Kurt Binder: Spin-Glasses. Experimental Facts, Theoretical Concepts, and Open Questions, Reviews of Modern Physics, Band 58, 1986, S. 801–976
- Quantum Phase Transitions, in: Lattice 94, Bielefeld, Nuclear Physics B (Proc. Suppl.), Band 42, 1995, S. 201
- mit H. Bokil: Absence of a Phase Transition in a Three-Dimensional Vortex Glass Model with Screening, Phys. Rev. Lett., Band 74, 1995, S. 3021
- als Herausgeber: Spin glasses and random fields, World Scientific 1997
- Phase Transitions in random System, in K. Binder, G. Ciccotti, Monte Carlo and Molecular Dynamics of Condensed Matter Systems, Como, Italy, Euroconference on Computer Simulation in Condensed Matter Physics and Chemistry, Bologna 1996
- mit Heiko Rieger: Quantum spin glasses, in: M. Rubi, C. Perez-Vicente, XIV Sitges Conference: Complex Behavior of Glassy Systems, Lecture Notes in Physics 492, 1996
- Computer Science in Physics, in: R. Wilhelm, Informatics - 10 Years Back, 10 Years Ahead, Springer 2001
- mit Matteo Palassini: Nature of the Spin Glass State, Phys. Rev. Lett., Band 85, 2000, S. 3017,  Arxiv
- mit Guy Hed, Eytan Domany: Lack of Ultrametricity in the Low Temperature phase of 3D Ising Spin Glasses, Phys. Rev. Letters, Band 92, 2004, S. 157201, Arxiv
- mit Itay Hen: Solving the Graph Isomorphism Problem with a Quantum Annealer, Phys. Rev. A, Band 86, 2012, S.  042310, Arxiv